# Los Penitentes

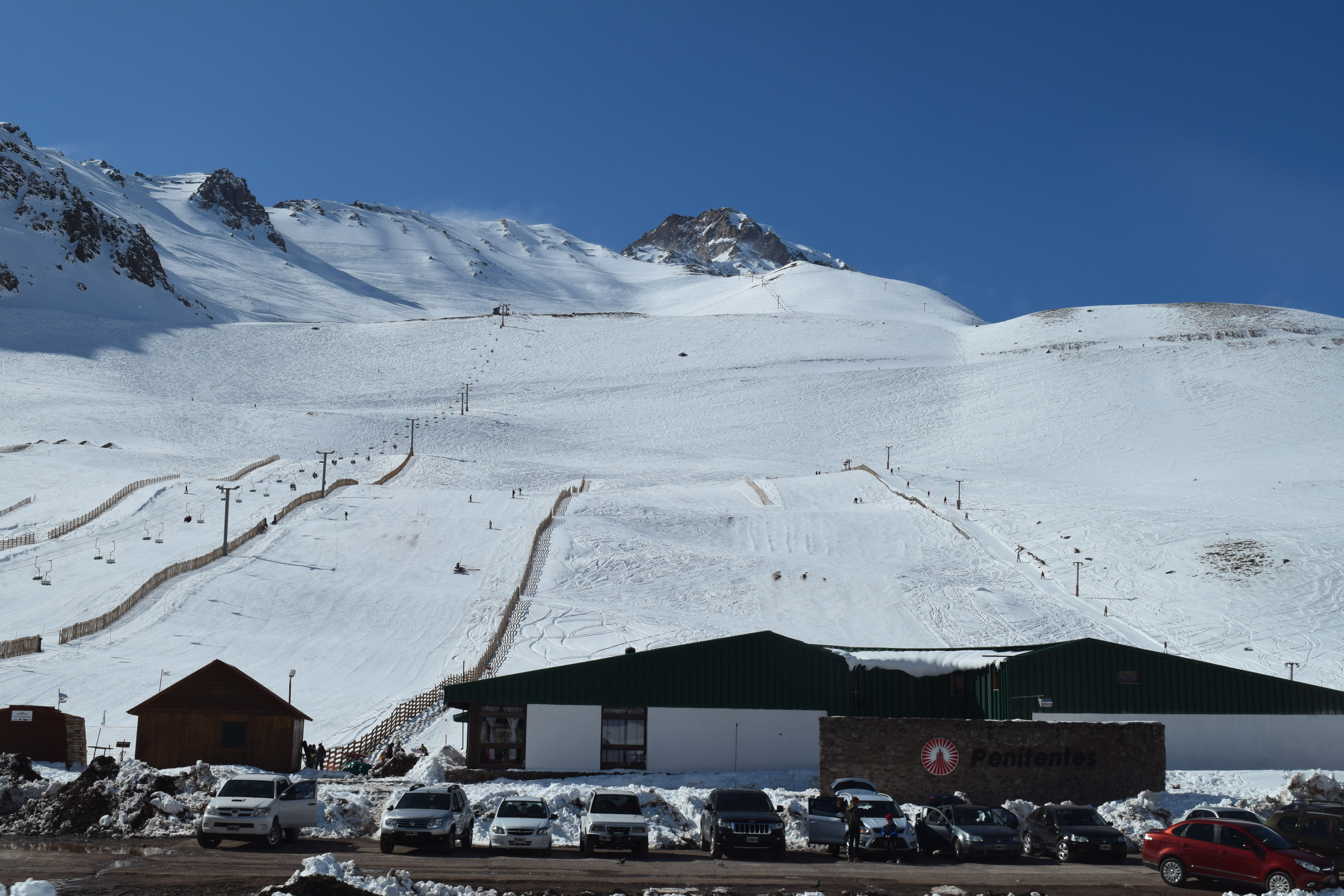
Skigebiet Los Penitentes

Los Penitentes ist ein seit 2018 geschlossenes Wintersportgebiet in der Cordillera Principal in der argentinischen Provinz Mendoza. Der Ort liegt an der Nationalstraße 7 und ist rund 25 km vom Paso de Libertadores entfernt, der die Grenze zwischen Argentinien und Chile markiert.

## Beschreibung
Emilio López Frugoni, selbst ein begeisterter Skifahrer, hat das Skigebiet Los Penitentes 1978 gegründet. Er kaufte 51 Hektar Land und errichtete die ersten Gebäude und Lifte.  Die Eröffnung war im Folgejahr. Das Wintersportgebiet liegt auf einer Höhe von 2579 bis 3194 Metern zu Füßen des Aconcagua, des mit 6961 Metern höchsten Gipfels Amerikas. Inzwischen erstreckt sich das Skigebiet über 300 Hektar, hat über 20 Abfahrten mit unterschiedlichen Schwierigkeitsgraden und sieben Liften. Es gibt touristische Infrastruktur für knapp 2000 Übernachtungen. Der Name „Los Penitentes“ bedeutet auf Deutsch „die Büßer“. Er hat seinen Ursprung in der ungewöhnlichen Pyramidenform des sogenannten Büßereises in den höheren Lagen des Gebiets; das Aussehen erinnert mit etwas Phantasie an Mönche, die kniend Buße verrichten.

## Stilllegung
Die Konzession für den Betrieb des Skigebiets war 2018 ausgelaufen. Seitdem streiten die Investoren mit der Provinzregierung über eine Verlängerung der Konzession und wegen Entschädigungsansprüchen. Ein weiteres Problem ist mangelnde Schneesicherheit trotz der Höhenlage. Die Region gilt als trocken und sonnenreich. Erschwerend kommt hinzu, dass in den letzten Jahren infolge des Klimawandels immer weniger Schnee in dem Gebiet gefallen ist. Durch die inzwischen mehrjährige Schließung sind der Ort und das Skigebiet dem schleichenden Verfall preisgegeben. Die größeren Hotels sind geschlossen. Es zeigen sich teilweise Spuren von Vandalismus. Unkraut wächst aus den Ritzen der asphaltierten Flächen. Das Skigebiet wird deshalb in der Presse als Menetekel für eine mögliche Entwicklung von alpinen Skigebieten im Zuge des Klimawandels beschrieben.